# Wolfgang Moritz Endter
Wolfgang Moritz Endter, nemški založnik, * 2. marec 1653, Nürnberg, † 5. marec 1723, Nürnberg.
Wolfgang Moritz Endter je bil založnik iz pomembne nürnberške tiskarske, založniške in knjigotrške rodbine. Založil je za Slovence dve pomembni knjigi Janeza Vajkarda Valvasorja, Topographia Archiducatus Carinthiae antiquae & modernae completa (1688) in Die Ehre dess Hertzogthums Crain -  Slava vojvodine Kranjske (1689). Razlog, da se je Valvasor odločil tiskati knjigi pri Endtelerju pa je bila tudi potreba po sodelovanju urednika Erazma Franciscija, razmere za natis pa so bile v svobodnem državnem mestu Nürnbergu tudi veliko bolj ugodne kot v Ljubljani. Poleg tega pa nekatera dejstva kažejo tudi na to, da je založnik sam pokril del izdajateljskih stroškov.